# Unnao
Unnao är en stad i den indiska delstaten Uttar Pradesh, och är administrativ huvudort för distriktet Unnao. Staden hade 177 658 invånare vid folkräkningen 2011.